# Lenguas macroarahuacanas
Las lenguas macro-arahuacanas o macro-arawak es una hipotética macrofamilia de lenguas que englobaría a las lenguas arahuacas propiamente dichas (también llamadas maipureanas), las guahibanas y las arauanas e incluso algunos autores añaden otras lenguas a esta macrofamilia.

## Distribución
Antes de la conquista española las lenguas arahuacas eran habladas en regiones discontinuas entre sí, desde el Caribe hasta el Gran Chaco y las fuentes del río Xingú y desde la desembocadura del Amazonas hasta las laderas de los Andes.
Comprende alrededor de 80 lenguas y dialectos, que han sido hablados, en el pasado, en Florida y las Antillas y, actualmente en Venezuela, Colombia, Brasil y las Guayanas hasta las estribaciones de los Andes peruanos. La mayoría de sus hablantes forma parte de pequeños grupos tribales. 
El origen de la familia probablemente sea el oriente de la Amazonia, entre la desembocadura del río Negro y la isla de Marajó, desde donde se habría dispersado siguiendo algunos afluentes del río Amazonas como los ríos Trombetas, Negro, Madeira, Purús, Juruá e incluso el Xingú, como también bordeando el litoral Atlántico hacia el Caribe. El grado de divergencia interna entre el conjunto de lenguas del tronco maipure-arawak sería de 45 siglos de separación, según los cálculos léxico-estadísticos de Morris Swadesh.

## Clasificación
La historia de este grupo lingüístico es compleja y desde que fuera propuesta por primera vez la división ha sufrido numerosas revisones, habiendo sido desechadas las primeras propuestas casi por completo.

### Kaufmann (1990)
Una propuesta estándar era la de Kaufmann (1990) que incluía dentro de esta macrofamilia las siguientes familias bien establecidas:
1. Maipureana: conformada por 65 lenguas que para varios lingüistas son las que realmente conforman la familia arawak, 34 de las cuales aún son habladas. Se subdivide en los grupos: 
  1. Norte
    1. Caribeño, en el que se encuentra el wayuunaiki, el idioma arawakano con mayor número de hablantes en el presente (unas 400 mil personas), además las lenguas añu, lokono y taíno.
    2. Oriental o palikur
    3. Wapishana
    4. Río Negro: kurripako, banivá, warekena, baré, xiriana, yucuna, tariano, piapoco.
    5. Caquetío: achagua

  2. Suroccidental
    1. Occidental: chamicuro, amuesha o yanesha
    2. Preandino: asháninca (campa), caquinte, machiguenga, nanti, nomatsinenga
    3. Purus: piro, apuriña, iñapari (†), machinere, yine

  3. Sur
    1. Boliviano: mojo, baure, paunaka
    2. Chaqueño: chané, terena

  4. Mato Grosense
    1. Xinguano: waurá, mehinaku, yawalapiti, agavotoqueng (agatavotaguerra)
    2. Paresí
2. Arauana: consiste de 6 lenguas (arawá, deni, sorowahá, jamamadi, kulina y paumarí) de las cuales una está muerta (arawá). Se hablan en Brasil y Perú.
  1. Paumarí (c. 200 hablantes)
  2. Madí (c. 420 hablantes)
  3. Sorowahá (c. 100 hablantes) (también conocido como Suruahá o Zuruahá)
  4. Dení-Kulina
    1. Dení (c. 1000)
    2. Kulina (c. 2500) (también conocido como Culina-Madijá, Culina)

  5. Arauá (también conocido como Arawá, Arua) (†, extinguido en 1877, a causa del sarampión)
3. Guahibana: consiste en 5 lenguas divididas en 3 grupos:
  1. Grupo Norte:
    1. Hitnü (Macaguane, jitnu); río Ele y caño Guiloto, Arauca, Colombia.
    2. Hítanü (Iguanito); río Iguanito, Tame, Arauca, Colombia

  2. Grupo Central
    1. Sikuani (Hiwi, jiwi, jivi, guajivo); en los departamentos de Meta, Vichada, Arauca, Guainía y Guaviare, en Colombia y en Apure y el estado Amazonas, en Venezuela.
    2. Cuiba (Wamonae, cuiva, kuiba, deja)

  3. Grupo Suroeste: Guayabero

También algunos lingüistas incluyen dentro de las lengua arawakanas otras subfamilias:
1. Idioma pukina: que se hablaba en Bolivia y Perú. De acuerdo con Alfredo Torero no se ha demostrado su pertenencia a la familia arawak. Tampoco se ha encontrado relación alguna entre las lenguas uru y chipaya ni con el puquina ni con las lenguas arawak.
2. lenguas harákmbet: que se hablan todavía en el sureste de Perú.
3. lenguas uru-chipaya, habladas por todavía en enclaves aislados de Bolivia.

Kingsley Noble (1965) mostró algunas coincidencias entre el uru-chipaya, el puquina y el arawá. El arawá y el arawak comparte anglunas características en sus sistemas de género gramatical, pero léxicamente no muestran prácticamente ningún parecido, lo cual permite dudar de las propuestas de parentesco basadas en rasgos tipológicos. Matteson comaró el madi (arawña) y las lenguas harákmbut, aunque Tovar rechaza las conclusiones de este autor. David L. Payne (1991) no considera que el arawá o el harákmbut estén emparentados con las lenguas arawak y tampoco los considera emparentados Dixon (1999).

### Payne (1991) y Derbyshire (1992)
Esta revisión continuaba con las propuestas anteriores pero con algunas modificaciones:
1. Arawak (Maipureanas)
2. Arauano
3. Guahibano
4. Puquina
5. Harákmbet

### Jolkesky (2016)
Jolkesky (2016) reduce drásticamente las familias estableciadas ya que considera que el arauano y el harákmbet, sí están relacionados entre sí pero no con las lenguas arawak, por lo que elimina estos dos grupos del macro-arahuacano y los pone dentro de las Lenguas harákmbet-katukinas. Dentro del macro-arahuacano deja a las lenguas arawak y algunas lenguas aisladas o de difícil clasificación:
1. Arawak (Maipureanas)
2. Candoshi
3. Puquina
4. Munichi

## Comparación léxica
La siguiente es una lista comparativa de los pronombres:
| GLOSA                  | PROTO- ARAWAK | PROTO- ARAWANO | Guahibano | Puquina | Harákmbet     |
| ---------------------- | ------------- | -------------- | --------- | ------- | ------------- |
| 1ª persona singular    | *nu           | *o-            | ne-       | no-     | ndoʔ iʰ-      |
| 2ª persona singular    | *pi           | *ti-           | -me       | pi-     | õn iʔ-        |
| 3ª persona masc. sing. | *li           | *poni          | ?         | ču-     | kẽn oʔ-       |
| 3ª persona fem. sing.  | *thu          | *powa          | ?         | ču-     | kẽn oʔ-       |
| 1ª persona plural      | *wa           | *ari-          |           |         | oro oʔ-       |
| 2ª persona plural      | *hi           | *ti-/*tē-(?)   |           |         | opid oʔ-      |
| 3ª persona plural      | *na           | *madi(?)       |           |         | kẽn-õ-my õnʔ- |

Esta lista de pronombres muestra poca similitud potencial entre las tres familias que supuestamente constituyen la macrofamilia macro-arawakana.